# 26 sierpnia
26 sierpnia jest 238. (w latach przestępnych 239.) dniem w kalendarzu gregoriańskim. Do końca roku pozostaje 127 dni.

## Święta
- Imieniny obchodzą: Adrianna, Aleksander, Dobroniega, Fortunat, Hadrian, Hadriana, Ireneusz, Joanna, Konstancjusz, Maksymilian, Maria, Natalia, Sandra, Symplicjusz, Symplicy, Teresa, Wiktorian, Wiktoriana, Wiktorianna, Wirzchosław i Wirzchosława.
- Filipiny, Namibia – Dzień Bohaterów
- Stany Zjednoczone – Dzień Równości Kobiet
- Wspomnienia i święta w Kościele katolickim[1][2] obchodzą:
  - św. Aleksander z Bergamo (męczennik)
  - bł. Jan Paweł I (papież)
  - św. Joanna Elżbieta Bichier des Ages (zakonnica)
  - św. Maria od Jezusa Ukrzyżowanego (palestyńska zakonnica)
  - Matka Boża Częstochowska (Kościół katolicki w Polsce; ustanowione w 1904 przez Piusa X)
  - św. Natalia (męczennica z Nikomedii)
  - św. Teresa od Jezusa Jornet e Ibars (zakonnica)
  - bł. Maria od Aniołów Ginard Martí (zakonnica i męczennica)

## Wydarzenia w Polsce
- 1671 – Hetman polny koronny Jan Sobieski pobił wojska kozacko-tatarskie w bitwie pod Bracławiem.
- 1684 – Podczas jarmarku doszło do wielkiego pożaru Jarosławia.
- 1720 – Rozpoczął się Synod zamojski.
- 1760 – Wojna siedmioletnia: nieudany szturm wojsk rosyjskich na Twierdzę Kołobrzeg.
- 1813:
  - Kraków nawiedziła największa powódź w historii miasta. Wisła zalała Stradom, Kazimierz i Podgórze, zerwała Most Karola i Most Stradomski.
  - VI koalicja antyfrancuska: zwycięstwo wojsk prusko-rosyjskich nad francuskimi w bitwie nad Kaczawą.
- 1826 – W Lublinie odsłonięto Pomnik Unii Lubelskiej.
- 1850 – Oddano do użytku Bramę Berlińską, będącą częścią umocnień Twierdzy Poznań.
- 1863 – Powstanie styczniowe: zwycięstwo powstańców w bitwie pod Sędziejowicami.
- 1894 – W Gliwicach uruchomiono komunikację tramwajową.
- 1911 – Premiera filmu Dzieje grzechu w reżyserii Antoniego Bednarczyka.
- 1914 – I wojna światowa: rozpoczęła się niemiecko-rosyjska bitwa pod Tannenbergiem.
- 1923 – Ukazał się pierwsze wydanie tygodnika „Życie Robotnicze”.
- 1934 – W Warszawie otwarto ul. Żwirki i Wigury.
- 1939:
  - Eksperymentalna stacja telewizyjna w Warszawie wyemitowała pierwszy film (Barbara Radziwiłłówna w reżyserii Józefa Lejtesa).
  - Incydent jabłonkowski: niepoinformowani o zmianie daty ataku na Polskę niemieccy dywersanci napadli na stację kolejową w Mostach koło Jabłonkowa i próbowali przejąć tunel kolejowy pod Przełęczą Jabłonkowską na Śląsku Cieszyńskim.
- 1941:
  - Benito Mussolini przybył ze swą pierwszą wizytą do kwatery głównej Adolfa Hitlera w Wilczym Szańcu pod Kętrzynem.
  - W Maniewiczach na Wołyniu Sicherheitsdienst z Kowla wraz z ukraińską policją rozstrzelało 327 Żydów.
- 1942 – Zlikwidowano getta żydowskie w Bereźnicy, Kostopolu, Klesowie, Ludwipolu i Rokitnie na Wołyniu oraz w Wieruszowie koło Kalisza.
- 1943:
  - Niemiecka żandarmeria dokonała masakry 58 mieszkańców wsi Jasionowo na Suwalszczyźnie[3].
  - Partyzanci radzieccy z oddziału Fiodor Markowa podstępnie opanowali bazę oddziału AK por. Antoniego Burzyńskiego ps. „Kmicic” działającego w rejonie jeziora Narocz i dokonali jego rozbrojenia, a następnie rozstrzelali „Kmicica”, 56 partyzantów i 20 członków konspiracji terenowej.
  - Pod Ożarowem w zasadzce zorganizowanej przez oddział Narodowych Sił Zbrojnych pod dowództwem plut. Tomasza Wójcika ps. „Tarzan” zginął gen. Kurt Renner. Był to jedyny niemiecki oficer tak wysokiego stopnia zlikwidowany przez polskie podziemie. Wraz z Rennerem śmierć poniosło dwóch oficerów sztabowych i pięciu ochraniających ich żołnierzy Waffen-SS.
- 1944 – 26. dzień powstania warszawskiego: Stare Miasto było nadal celem najsilniejszych ataków niemieckich z ziemi i powietrza. W ostrzelanej Kamienicy Łyszkiewicza na Nowym Mieście podczas odprawy zginęło pięciu członków sztabu Armii Ludowej.
- 1954 – 18 górników zginęło po wdarciu się wody do wyrobiska w KWK „Komuna Paryska” w Jaworznie.
- 1956 – Na Jasnej Górze z udziałem około miliona wiernych złożone zostały Jasnogórskie Śluby Narodu Polskiego, zredagowane przez internowanego prymasa kardynała Stefana Wyszyńskiego.
- 1970 – Podczas próby porwania lecącego z Katowic do Warszawy należącego do PLL LOT samolotu An-24 porywacz przypadkowo zdetonował kostkę trotylu, którą usiłował sterroryzować pasażerów i załogę. Rannych zostało 28 osób.
- 1989 – Papież Jan Paweł II mianował biskupa Józefa Kowalczyka nuncjuszem apostolskim w Polsce.
- 1990 – W Tuszowie Narodowym koło Mielca otwarto Dom urodzin generała Władysława Sikorskiego.
- 1991 – Polska uznała niepodległość Litwy.
- 1992 – Wybuchł pożar lasu koło Kuźni Raciborskiej.
- 1994 – Utworzono Euroregion Tatry.
- 2002 – Na dnie Bałtyku polscy nurkowie odkryli wrak zatopionego przez radziecki okręt podwodny w 1945 roku niemieckiego statku „Goya”.
- 2005 – W Gdańsku odbył się koncert Jean-Michela Jarre’a, upamiętniający 25. rocznicę podpisania porozumień sierpniowych.
- 2006:
  - Powołano Radę Języka Kaszubskiego.
  - „Przegląd Sportowy” opublikował tzw. Listę Fryzjera.
- 2011 – W Dęblinie otwarto Muzeum Sił Powietrznych.

## Wydarzenia na świecie

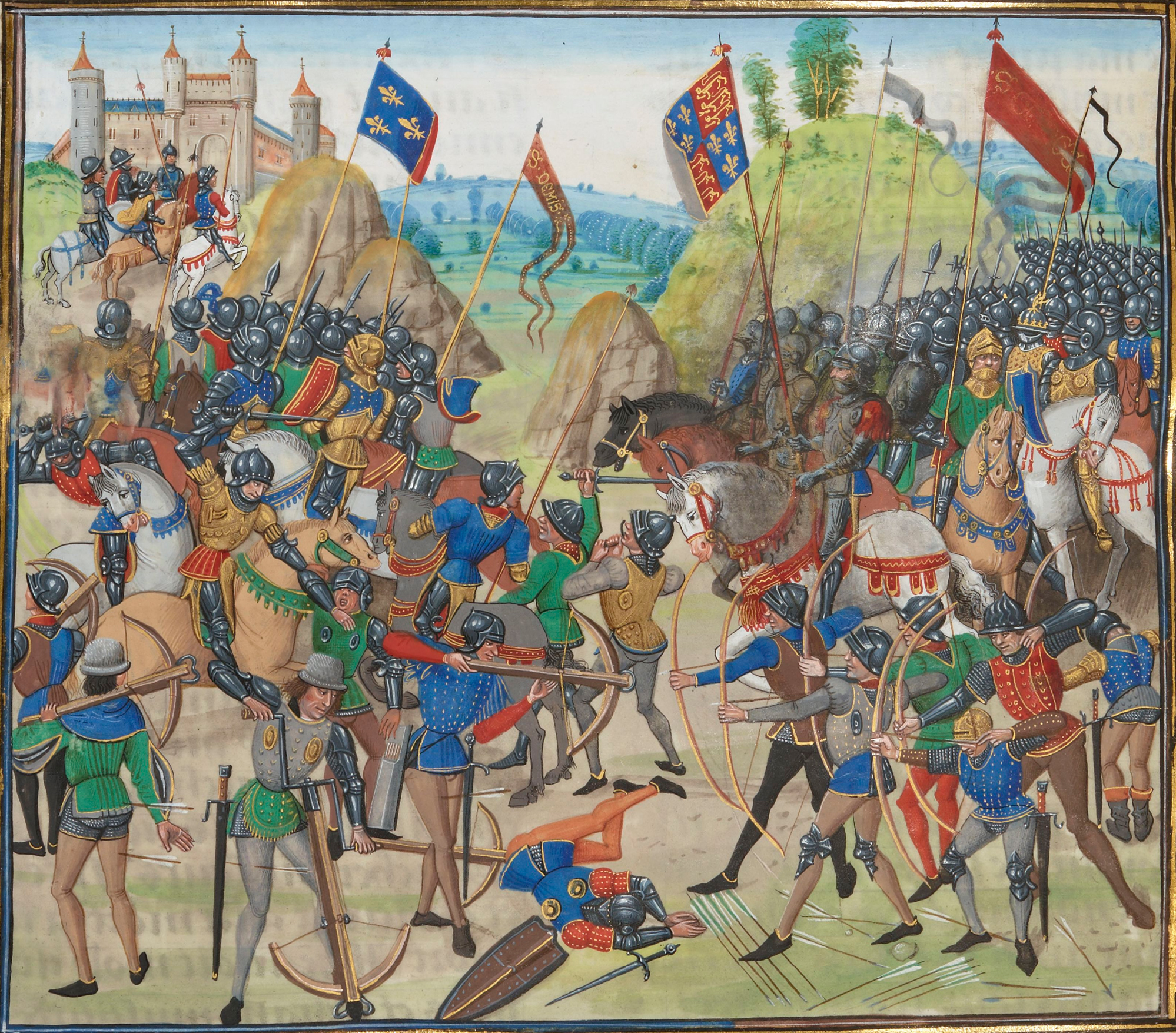
Bitwa pod Crécy (1346) na XV-wiecznej ilustracji

- 55 p.n.e. – Wojny galijskie: Gajusz Juliusz Cezar wylądował w Brytanii.
- 1071 – Cesarz bizantyński Roman IV Diogenes został pokonany i wzięty do niewoli przez Turków seldżuckich podczas bitwy pod Manzikertem (według innych źródeł bitwę stoczono 19 sierpnia).
- 1204 – Władysław III został koronowany na króla Węgier i Chorwacji.
- 1278 – Król Czech Przemysł Ottokar II zginął w bitwie pod Suchymi Krutami z wojskami habsburskimi. Koniec prosperity czeskich Przemyślidów.
- 1346 – Wojna stuletnia: król Anglii Edward III odniósł zwycięstwo nad Francuzami w bitwie pod Crécy.
- 1350 – Jan II został koronowany w katedrze w Reims na króla Francji.
- 1444 – Wojna domowa w Szwajcarii: w bitwie pod St. Jakob an der Birs wojska szwajcarskich miast związkowych poniosły klęskę w starciu z rycerstwem francuskim.
- 1468 – Beyde Marjam I został cesarzem Etiopii.
- 1474 – Katarzyna Cornaro została ostatnią panującą królową Cypru.
- 1486 – Fryderyk III Mądry został księciem elektorem Saksonii.
- 1541 – Sułtan Imperium Osmańskiego Sulejman Wspaniały zdobył Budę i zaanektował Węgry.
- 1542 – Francisco de Orellana jako pierwszy Europejczyk przepłynął po Amazonce do jej ujścia.
- 1619 – Fryderyk V Wittelsbach został wybrany na króla Czech.
- 1652 – I wojna angielsko-holenderska: zwycięstwo Holendrów w bitwie morskiej pod Plymouth.
- 1778 – Dokonano pierwszgo wejścia na najwyższy szczyt Słowenii Triglav (2864 m n.p.m.) w Alpach Julijskich.
- 1789 – Rewolucja francuska: została ogłoszona Deklaracja Praw Człowieka i Obywatela.
- 1792 – Za postawę w bitwie pod Dubienką Tadeusz Kościuszko otrzymał honorowe obywatelstwo francuskie.
- 1817 – Poświęcono sobór św. Andrzeja w Kronsztadzie.
- 1849:
  - Prezydent Haiti Faustin Soulouque ogłosił się cesarzem i przyjął imię Faustyn I.
  - Wiosna Ludów: upadła Republika Świętego Marka na terenie Wenecji.
- 1861 – Wojna secesyjna: zwycięstwo Konfederatów w bitwie pod Kessler’s Cross Lanes.
- 1877 – X wojna rosyjsko-turecka: zwycięstwo wojsk rosyjsko-bułgarskich w II bitwie pod Szipką.
- 1896 – Grupa rewolucjonistów ormiańskiego pochodzenia zajęła Bank Osmański w Stambule. W odwecie doszło do masakry około 50 tysięcy Ormian.
- 1901 – Została wydana Biblia w amerykańskim przekładzie standardowym.
- 1909 – Na ulice czeskiej Igławy wyjechały pierwsze tramwaje elektryczne.
- 1914 – I wojna światowa: zwycięstwo wojsk niemieckich nad francusko-belgijsko-brytyjskimi w bitwie pod Le Cateau.
- 1920 – Została utworzona Kazachska ASRR.
- 1925 – Premiera amerykańskiego filmu niemego Wesoła wdówka w reżyserii Ericha von Stroheima.
- 1926 – We włoskiej Florencji założono klub piłkarski ACF Fiorentina.
- 1927 – Miejscowość Caldas da Rainha w Portugalii uzyskała prawa miejskie.
- 1930:
  - Została założona Komunistyczna Partia Filipin (PKP).
  - Zwodowano francuski okręt podwodny „Méduse”.
- 1935 – ZSRR i Luksemburg nawiązały stosunki dyplomatyczne.
- 1936 – Podpisano traktat egipsko-brytyjski, który gwarantował stopniowe wycofanie wojsk brytyjskich z Egiptu w ciągu 10 lat, likwidację garnizonu w Kairze (przy zachowaniu oddziałów brytyjskich na Kanale Sueskim i w Aleksandrii) oraz przywrócenie brytyjsko-egipskiego kondominium w Sudanie.
- 1937 – Hiszpańska wojna domowa: wojska nacjonalistyczne zdobyły Santander.
- 1939 – We wsi Božjakovina koło Zagrzebia premier Królestwa Jugosławii Dragiša Cvetković i przywódca chorwackiej opozycji parlamentarnej Vladko Maček podpisali porozumienie, na mocy w pierwszej kolejności powstał koalicyjny rząd z Cvetkovićem jako premierem, Mačkiem jako wicepremierem i trzema innymi ministrami-Chorwatami, a jego pierwszą inicjatywą ustawodawczą było utworzenie Banowiny Chorwacji na zasadzie etnicznej jednostki terytorialnej o szerokiej autonomii, obejmującej 30% obszaru i ludności państwa, w tym wszystkich Chorwatów
- 1940:
  - Bitwa o Anglię: niemiecki bombowiec zbombardował wioskę Campile w hrabstwie Wexford na wschodnim wybrzeżu neutralnej Irlandii, w wyniku czego zginęły 3 kobiety.
  - Założono holenderski klub piłkarski RKC Waalwijk.
- 1942:
  - Całkowite zaćmienie Księżyca.
  - Wojna na Pacyfiku: wojska japońskie zajęły wyspę Nauru.
- 1944:
  - Bułgarska Partia Komunistyczna rozpoczęła zbrojne powstanie przeciwko proniemieckiemu rządowi.
  - Odbyła się defilada wojskowa na Polach Elizejskich w wyzwolonym Paryżu.
- 1947 – Dokonano oblotu radzieckiego samolotu rozpoznawczego Su-12.
- 1948 – Premiera westernu Rzeka Czerwona w reżyserii Howarda Hawksa.
- 1950 – W Brukseli powołano do życia Stowarzyszenie Statystyków Lekkoatletyki (AFTS).
- 1951 – Premiera musicalu filmowego Amerykanin w Paryżu w reżyserii Vincente Minnelliego.
- 1957 – ZSRR poinformował o pierwszej w historii udanej próbie międzykontynentalnego pocisku balistycznego.
- 1961 – W kanadyjskim Toronto otwarto Hockey Hall of Fame.
- 1966 – Siły partyzanckie SWAPO rozpoczęły atak przeciwko wojskom RPA w Omugulugwombashe, co uważane jest za początek wojny o niepodległość Namibii.
- 1968:
  - Praska Wiosna: w Moskwie podpisano porozumienie w którym władze czechosłowackie zobowiązały się do znormalizowania sytuacji w kraju w zamian za stopniowe wycofywanie wojsk radzieckich. Alexander Dubček pozostał na stanowisku pierwszego sekretarza Komunistycznej Partii Czechosłowacji.
  - Ukazał się singel Hey Jude grupy The Beatles.
- 1969 – Na lotnisku Moskwa-Wnukowo, podczas lądowania ze schowanym z powodu błędu załogi podwoziem, stanął w płomieniach lecący z Norylska należący do Aerofłotu Ił-18, w wyniku czego zginęło 16 spośród 102 osób na pokładzie.
- 1970 – Na angielskiej wyspie Wight rozpoczął się trzeci i ostatni przed 32-letnią przerwą Isle of Wight Festival.
- 1971:
  - Królowa Juliana i jej mąż książę Bernhard jako pierwsza holenderska para królewska przybyli na zaproszenie prezydenta Suharto z oficjalną wizytą do Indonezji, która do ogłoszenia niepodległości w 1945 roku była holenderską kolonią jako Holenderskie Indie Wschodnie.
  - Polska wyprawa dokonała pierwszego wejścia na szczyt siedmiotysięcznika Kunyang Chhish (7852 m n.p.m.) w paśmie Karakorum w Pakistanie.
- 1972:
  - Rozpoczęły się XX Letnie Igrzyska Olimpijskie w Monachium.
  - W Bratysławie otwarto Nowy Most nad Dunajem.
- 1976:
  - Jacques Chirac ustąpił ze stanowiska premiera Francji.
  - W Zairze (obecnie Demokratyczna Republika Konga) został odkryty wirus Ebola.
- 1977 – Na Stadionie Olimpijskim w Berlinie reprezentantka NRD Rosemarie Ackermann jako pierwsza kobieta skoczyła wzwyż 2 metry.
- 1978 – Kardynał Albino Luciani został obrany papieżem i przyjął imię Jan Paweł I.
- 1980 – W katastrofie samolotu Vickers Viscount linii Bouraq Indonesia Airlines lecącego z Banjarmasin do Dżakarty zginęło wszystkich 37 osób na pokładzie.
- 1990 – W wyniku wybuchu pyłu węglowego w kopalni „Dobrnja” koło Tuzli w Bośni i Hercegowinie zginęło 180 górników.
- 1991 – Linus Torvalds opublikował na grupie dyskusyjnej comp.os.minix informację o powstaniu nowego systemu operacyjnego Linux.
- 1992:
  - Koalicja antyiracka ustanowiła strefę zakazu lotów na południe od 32. równoleżnika.
  - Premierzy Václav Klaus i Vladimír Mečiar podpisali w Brnie umowę o podziale Czechosłowacji z dniem 1 stycznia 1993 roku.
- 1993:
  - Ernest Shonekan został prezydentem Nigerii.
  - Prezydenci Czech Václav Havel i Rosji Borys Jelcyn podpisali w Pradze czesko-rosyjski traktat o przyjaźni i współpracy.
- 1994 – Premiera filmu sensacyjnego Urodzeni mordercy w reżyserii Olivera Stone’a.
- 1996 – Premiera 1. odcinka amerykańskiego serialu telewizyjnego Siódme niebo.
- 1999 – Podczas VII Mistrzostw Świata w Lekkoatletyce w Sewilli Amerykanin Michael Johnson czasem 43,18 s. ustanowił rekord świata w biegu na 400 m.
- 2001 – 6 osób zginęło w pożarze balonu we francuskiej Sabaudii.
- 2002:
  - Hiszpański sędzia Baltasar Garzón nałożył trzyletni zakaz działalności na baskijską partię Batasuna za jej związki z separatystycznym ugrupowaniem ETA.
  - W Johannesburgu w Południowej Afryce rozpoczął się II Szczyt Ziemi.
- 2004:
  - Kuba zerwała stosunki dyplomatyczne z Panamą po ułaskawieniu przez prezydent Mireyę Moscoso 4 Kubańczyków skazanych za próbę dokonania zamachu na Fidela Castro podczas szczytu iberoamerykańskiego w 2000 roku.
  - Sąd Najwyższy Chile podtrzymał decyzję o odebraniu immunitetu senatorskiego gen. Augusto Pinochetowi.
- 2005:
  - Pierre Nkurunziza został prezydentem Burundi.
  - W pożarze paryskiego wieżowca zamieszkanego przez afrykańskich emigrantów zginęło 17 osób, w tym 14 dzieci.
- 2006 – Rząd Ugandy podpisał porozumienie pokojowe z rebeliantami z Armii Bożego Oporu (LRA).
- 2007 – Prezydenci Afganistanu Hamid Karzaj i Tadżykistanu Emomali Rahmon dokonali otwarcia największego mostu na granicznej rzece Pandż.
- 2008:
  - Co najmniej 25 osób zginęło w samobójczym zamachu bombowym w irackim mieście Jalawla.
  - Rosja uznała niepodległość Abchazji i Osetii Południowej.
  - Samolot lecący z Nyala w Darfurze do stolicy Sudanu Chartumu z 95 osobami na pokładzie został uprowadzony do Trypolisu w Libii. Następnego dnia porywacze uwolnili wszystkich zakładników i oddali się w ręce władz.
- 2011 – Aleksandr Ankwab wygrał wybory prezydenckie w Abchazji.
- 2015:
  - 27-letni James Holmes, który 20 lipca 2012 roku w kinie w Denver zastrzelił 12 i zranił 58 osób, został skazany na dożywocie bez możliwości ułaskawienia oraz na 3318 lat więzienia.
  - W centrum handlowym Bridgewater Plaza w miejscowości Moneta w amerykańskim stanie Wirginia podczas relacji na żywo zostali zastrzeleni reporterka i kamerzysta lokalnej stacji telewizyjnej.
- 2016:
  - 11 osób zginęło, a 78 zostało rannych w wyniku eksplozji samochodu-pułapki przed komendą policji w mieście Cizre w południowo-wschodniej Turcji.
  - W Stambule otwarto drogowo-kolejowy Most Yavuz Sultan Selim nad cieśniną Bosfor.

## Eksploracja kosmosu
- 1974 – Rozpoczęła się załogowa misja Sojuz 15 na stację orbitalną Salut-3.
- 1978 – Rozpoczęła się załogowa misja statku Sojuz 31 na stację orbitalną Salut-6 z pierwszym niemieckim kosmonautą (z NRD) Sigmundem Jähnem na pokładzie.
- 1981 – Amerykańska sonda Voyager 2 zbliżyła się na najmniejszą odległość do Saturna (101 tys. km od szczytów chmur).

## Urodzili się
- 1394 – Ebrahim Soltan, książę z rodu Timurydów, namiestnik Farsu, mecenas kultury, kaligraf (zm. 1435)
- 1462 – Piero de Ponte, wielki mistrz zakonu joannitów (zm. 1535)
- 1469 – Ferdynand II, król Neapolu (zm. 1496)
- 1540 – Magnus inflancki, król Inflant, książę Holsztynu, biskup Ozylii i Kurlandii (zm. 1583)
- 1548 – Bernardino Poccetti, włoski malarz (zm. 1612)
- 1582 – Humilis z Bisignano, włoski franciszkanin, święty (zm. 1637)
- 1596 – Fryderyk V Wittelsbach, elektor Palatynatu Reńskiego, król Czech (zm. 1632)
- 1611 – Jerzy VII Fryderyk Henckel von Donnersmarck, baron i hrabia cesarstwa, pan Tarnowskich Gór i Bytomia (zm. 1671)
- 1620 – Ernest Bogusław von Croy, książę kamieński, namiestnik generalny Prus Książęcych, biskup Pomorskiego Kościoła Ewangelickiego (zm. 1684)
- 1623 – Johann Sigismund Elsholtz, niemiecki lekarz, botanik, ogrodnik (zm. 1688)
- 1659 – Andrea Fantoni, włoski rzeźbiarz (zm. 1734)
- 1671 – Izabela Elżbieta Czartoryska, polska szlachcianka, założycielka salonu politycznego (zm. 1758)
- 1676 – Robert Walpole, brytyjski polityk, premier Wielkiej Brytanii (zm. 1745)
- 1681 – Heinrich Friedrich von Friesen, saski dowódca wojskowy, polityk (zm. 1739)
- 1687 – Willem de Fesch, holenderski kompozytor (zm. 1761)
- 1705 – Jan Justynian Niemirowicz Szczytt, kasztelan inflancki (zm. 1767)
- 1709 – Wilhelm Repin, francuski duchowny katolicki, męczennik, błogosławiony (zm. 1794)
- 1728 – Johann Heinrich Lambert, szwajcarski matematyk, filozof, fizyk, astronom pochodzenia francuskiego (zm. 1777)
- 1736 – Jean Baptiste Romé de l’Isle, francuski mineralog, krystalograf (zm. 1790)
- 1740 – Joseph Michel Montgolfier, francuski pionier baloniarstwa (zm. 1810)
- 1743 – Antoine Lavoisier, francuski chemik (zm. 1794)
- 1757 – Antoine Christophe Saliceti, francuski polityk, dyplomata (zm. 1809)
- 1776 – Ferdynand Stokowski, polski generał w służbie francuskiej (zm. 1827)
- 1787 – Aleksandr Mienszykow, rosyjski książę, admirał, dyplomata (zm. 1869)
- 1789 – Abbas Mirza, perski książę, następca tronu, dowódca wojskowy (zm. 1833)
- 1792 – Manuel Oribe, urugwajski polityk, prezydent Urugwaju (zm. 1857)
- 1794 – Friedrich Sigismund Leuckart, francuski lekarz, zoolog, parazytolog (zm. 1843)
- 1814 – Heinrich Kotzolt, niemiecki muzyk, dyrygent chóru (zm. 1881)
- 1817 – Maria Eugenia od Jezusa Milleret, francuska zakonnica, święta (zm. 1898)
- 1819:
  - Albert, brytyjski książę małżonek (zm. 1861)
  - Adolphe Cochery, francuski polityk (zm. 1900)
- 1823:
  - August Rossbach, niemiecki filolog klasyczny, archeolog, wykładowca akademicki (zm. 1898)
  - Wilhelm Troschel, polski śpiewak operowy (bas), kompozytor, pedagog pochodzenia niemieckiego (zm. 1887)
- 1824 – Tadeusz Stanisław Wiśniewski, polski szlachcic, polityk (zm. 1888)
- 1827 – Nathalie Lemel, francuska anarchistka, socjalistka (zm. 1921)
- 1829:
  - Theodor Billroth, niemiecko-austriacki chirurg (zm. 1894)
  - Waleska von Tiele-Winckler, niemiecka arystokratka (zm. 1880)
- 1832 – Ludwik Narbutt, polski ziemianin, uczestnik powstania styczniowego (zm. 1863)
- 1833:
  - Henry William Banks Davis, brytyjski malarz (zm. 1914)
  - Stephen Joseph Perry, brytyjski jezuita, fizyk, matematyk, astronom, pedagog (zm. 1889)
- 1842 – (lub 4 listopada) Karol Roloff-Miałowski, polsko-kubański generał, polityk (zm. 1907)
- 1844 – José Villegas Cordero, hiszpański malarz (zm. 1921)
- 1845 – Mary Ann Nichols, Angielka, pierwsza ofiara Kuby Rozpruwacza (zm. 1888)
- 1849 – Otto Küstner, niemiecki ginekolog, wykładowca akademicki (zm. 1931)
- 1850:
  - Louis Couppé, francuski duchowny katolicki, misjonarz Najświętszego Serca Jezusowego, wikariusz apostolski Nowej Brytanii/Nowego Pomorza/Rabaulu (zm. 1926)
  - Charles Robert Richet, francuski lekarz, fizjolog, wykładowca akademicki, laureat Nagrody Nobla (zm. 1935)
- 1852 – Stefan Cegielski, polski przemysłowiec, działacz społeczno-polityczny (zm. 1921)
- 1853 – Alice Jones, kanadyjska pisarka (zm. 1933)
- 1860 – Thomas Lyle, australijski naukowiec, zawodnik i sędzia rugby union, działacz sportowy pochodzenia irlandzkiego (zm. 1944)
- 1861 – Zefiryn Giménez Malla, hiszpański działacz religijny pochodzenia romskiego, błogosławiony (zm. 1936)
- 1862 – Theodor Siebs, niemiecki etnograf, germanista, wykładowca akademicki (zm. 1941)
- 1864 – Anna Jelizarowa-Uljanowa, rosyjska działaczka rewolucyjna, polityk (zm. 1935)
- 1865 – Wacław Niemojowski, polski ziemianin, polityk (zm. 1939)
- 1867:
  - Antoni Kiewnarski, polski generał brygady (zm. 1941)
  - Maksymilian Rutkowski, polski generał brygady, lekarz (zm. 1947)
- 1868 – Carl Schmidt, niemiecki koptolog, egiptolog, teolog protestancki (zm. 1938)
- 1870 – George McCready Price, kanadyjski adwentysta, kreacjonista (zm. 1963)
- 1871:
  - Wacław Iwaszkiewicz-Rudoszański, polski i rosyjski generał (zm. 1922)
  - Alfred Zachariewicz, polski architekt (zm. 1937)
- 1872 – Joseph Taylor Robinson, amerykański polityk, senator (zm. 1937)
- 1873:
  - Lee De Forest, amerykański radiotechnik, wynalazca (zm. 1961)
  - Alfred Wysocki, polski prawnik, dyplomata, polityk, senator RP (zm. 1959)
- 1874 – Gustaw Stefan Szczawiński, polski inżynier, działacz społeczny, redaktor, wydawca (zm. 1937)
- 1875:
  - John Buchan, brytyjski arystokrata, pisarz, polityk, gubernator generalny Kanady (zm. 1940)
  - Giuseppe Vitali, włoski matematyk (zm. 1932)
- 1878:
  - Józef Antoni Gómez, hiszpański benedyktyn, męczennik, błogosławiony (zm. 1936)
  - Lina Stern, rosyjska lekarka, biochemiczka, fizjolożka (zm. 1968)
- 1879:
  - Chalifa ibn Harub, sułtan Zanzibaru (zm. 1960)
  - Gwido Poten, polski pułkownik kawalerii pochodzenia austriackiego (zm. 1940)
- 1880:
  - Guillaume Apollinaire, francuski poeta pochodzenia polskiego (zm. 1918)
  - Juliusz Trzciński, polski polityk, działacz społeczny (zm. 1939)
- 1881 – Franz Gürtner, niemiecki polityk, minister sprawiedliwości (zm. 1941)
- 1882 – James Franck, niemiecki fizyk, laureat Nagrody Nobla (zm. 1964)
- 1883:
  - Bengt Heyman, szwedzki żeglarz sportowy (zm. 1942)
  - Kazimierz Pużak, polski polityk, przewodniczący Rady Jedności Narodowej, wicemarszałek Sejmu RP (zm. 1950)
- 1885:
  - Alfréd Grósz, spiskoniemiecki nauczyciel, historyk, publicysta, taternik, działacz Towarzystwa Karpackiego (zm. 1973)
  - Jules Romains, francuski pisarz (zm. 1972)
- 1886 – Zefiryn Namuncurá, Indianin z plemienia Mapuche, salezjanin, błogosławiony (zm. 1905)
- 1890 – Eustace Osborne Grenfell, brytyjski pilot wojskowy, as myśliwski (zm. 1964)
- 1892 – Ruth Roland, amerykańska aktorka, producentka filmowa (zm. 1937)
- 1893:
  - Ludwik Kmicic-Skrzyński, polski generał (zm. 1972)
  - Otto Splitgerber, niemiecki pilot wojskowy, as myśliwski (zm. 1918)
- 1894:
  - Fernando Bonatti, włoski gimnastyk (zm. 1974)
  - Aura Buzescu, rumuńska aktorka (zm. 1992)
  - Arthur Henry Cobby, australijski pilot wojskowy, as myśliwski (zm. 1955)
  - Władysław Kowalski, polski pisarz, polityk, minister kultury i sztuki, marszałek Sejmu Ustawodawczego, członek Rady Państwa (zm. 1958)
  - Lech Niemojewski, polski architekt (zm. 1952)
  - Maksim Purkajew, radziecki generał (zm. 1953)
- 1895:
  - Georgios Higoumenakis, grecki dermatolog (zm. 1983)
  - Jerzy Kuryłowicz, polski językoznawca, indoeuropeista (zm. 1978)
- 1896:
  - Phil Baker, amerykański komik, aktor, akordeonista, kompozytor (zm. 1963)
  - Besse Cooper, amerykańska superstulatka (zm. 2012)
  - Iwan Michajłow, bułgarski rewolucjonista, polityk, pisarz i publicysta emigracyjny (zm. 1990)
- 1897:
  - Bohdan Pniewski, polski architekt (zm. 1965)
  - Yun Bo-seon, południowokoreański polityk prezydent Korei Południowej (zm. 1990)
- 1898 – Peggy Guggenheim, amerykańska kolekcjonerka dzieł sztuki (zm. 1979)
- 1899:
  - Wolfgang Krull, niemiecki matematyk (zm. 1971)
  - Tadeusz Adam Majewski, polski generał brygady (zm. 1969)
  - Rufino Tamayo, meksykański malarz (zm. 1991)
- 1900 – (lub 25 sierpnia) Ludwik Lipski, polski działacz komunistyczny (zm. 1937)
- 1901:
  - Tullio Campagnolo, włoski kolarz szosowy, przedsiębiorca (zm. 1983)
  - Chen Yi, chiński dowódca wojskowy, polityk (zm. 1972)
  - Eleanor Dark, australijska pisarka (zm. 1985)
  - Frank di Genaro, amerykański bokser pochodzenia włoskiego (zm. 1966)
  - Hans Kammler, niemiecki architekt, generał Waffen-SS, zbrodniarz wojenny (zm. 1945)
  - Maxwell Taylor, amerykański generał (zm. 1987)
- 1902:
  - Siergiej Bałasanian, ormiański kompozytor, dyrygent, pedagog (zm. 1982)
  - Jan Korolec, polski polityk, publicysta (zm. 1941)
  - Jimmy Rushing, amerykański wokalista bluesowy (zm. 1972)
- 1903 – Wacław Sobol, polski polityk, poseł na Sejm Ustawodawczy, powstaniec śląski (zm. 1981)
- 1904:
  - Joe Hulme, angielski piłkarz, trener, krykiecista (zm. 1991)
  - Christopher Isherwood, brytyjski prozaik, dramaturg (zm. 1986)
  - Aleksander Szenajch, polski podporucznik, lekkoatleta, piłkarz, dziennikarz sportowy (zm. 1987)
- 1905 – Michał Blecharczyk, polski duchowny katolicki, biskup pomocniczy tarnowski (zm. 1965)
- 1906:
  - Józef Eichstädt, polski kontrabasista, pedagog (zm. 1966)
  - Oswald Kaduk, niemiecki funkcjonariusz nazistowski, zbrodniarz wojenny (zm. 1997)
  - Piotr Lewicki, radziecki polityk (zm. 1977)
  - Albert Sabin, amerykański lekarz pochodzenia polsko-żydowskiego (zm. 1993)
- 1908:
  - Natalia Gałczyńska, polska autorka książek dla dzieci i młodzieży, tłumaczka, podróżniczka (zm. 1976)
  - Bronisław Kupczyński, polski polityk, prezydent Wrocławia (zm. 1994)
  - Jacques Martin, francuski kardynał (zm. 1992)
  - Rufino Santos, filipiński duchowny katolicki, arcybiskup Manili, kardynał (zm. 1973)
- 1909:
  - Edward Arłamowski, polski szachista, problemista (zm. 1979)
  - John Daley, amerykański bokser (zm. 1963)
  - Irena Kuczewska, polska szachistka (zm. 1987)
- 1910 – Matka Teresa z Kalkuty, albańska zakonnica, misjonarka, laureatka Pokojowej Nagrody Nobla, święta (zm. 1997)
- 1912:
  - Edward Jung, polski duchowny katolicki (zm. 1941)
  - John Tinniswood, brytyjski superstulatek, najstarszy mężczyzna na świecie (zm. 2024)
- 1913:
  - Eddie Courts, polski kompozytor (zm. 1993)
  - Aleksandr Czakowski, rosyjski pisarz, dziennikarz (zm. 1994)
  - Julius Döpfner, niemiecki duchowny katolicki, biskup Würzburg i Berlina, arcybiskup Monachium i Freising, kardynał (zm. 1976)
  - Boris Pahor, słoweński pisarz (zm. 2022)
  - Rozka Štefan, słoweńska językoznawczyni, polonistka, tłumaczka (zm. 2011)
- 1914:
  - Julio Cortázar, argentyński pisarz (zm. 1984)
  - Fazıl Hüsnü Dağlarca, turecki prozaik, poeta (zm. 2008)
  - Witold Zacharewicz, polski aktor (zm. 1943)
- 1915 – Humphrey Searle, brytyjski kompozytor, teoretyk muzyki (zm. 1982)
- 1916 – Edward Cranston Campbell, brytyjski dziennikarz (zm. 2006)
- 1917:
  - Miroslav Brozović, chorwacki piłkarz, trener (zm. 2006)
  - Zvonimir Cimermančić, chorwacki piłkarz (zm. 1979)
  - Jan Clayton, amerykańska aktorka (zm. 1983)
- 1918:
  - Hutton Gibson, amerykański pisarz pochodzenia australijskiego (zm. 2020)
  - Katherine Johnson, amerykańska matematyk (zm. 2020)
  - Wacław Wrzesiński, polski kolarz szosowy, trener (zm. 1981)
- 1919 – Marian Rapacki, polski trener kajakarstwa, działacz sportowy (zm. 2009)
- 1920:
  - Richard Ernest Bellman, amerykański matematyk pochodzenia żydowskiego (zm. 1984)
  - Bolesław Strużek, polski ekonomista, polityk, poseł na Sejm PRL, członek Rady Państwa (zm. 2007)
  - Stefan Stuligrosz, polski dyrygent, kompozytor, założyciel chóru chłopięcego Poznańskie Słowiki (zm. 2012)
  - Prem Tinsulanonda, tajski generał, polityk, premier Tajlandii (zm. 2019)
- 1921:
  - Szimszon Amicur, izraelski matematyk (zm. 1994)
  - Maxime Faget, amerykański inżynier, konstruktor statków kosmicznych (zm. 2004)
  - Jan Władysław Sroczyński, polski lekarz, polityk, poseł na Sejm RP (zm. 2005)
  - Iwan Worobjow, radziecki pułkownik pilot (zm. 1991)
- 1922:
  - Elizabeth Brewster, kanadyjska pisarka (zm. 2012)
  - Jan Ozga, polski polityk, poseł na Sejm PRL (zm. 1969)
  - Petar Smederevac, jugosłowiański szachista (zm. 1994)
- 1923 – Aleksiej Larski, radziecki aktor, żołnierz (zm. 1943)
- 1924:
  - Edward Drzazga, polski generał brygady (zm. 2018)
  - Geoff Richardson, brytyjski kierowca wyścigowy, konstruktor (zm. 2007)
- 1925:
  - Bobby Ball, amerykański kierowca wyścigowy (zm. 1954)
  - Regina Pawuła-Piwowarczyk, polska architekt, urbanistka, restauratorka (zm. 2008)
  - Piotr Todorowski, rosyjski reżyser i scenarzysta filmowy (zm. 2013)
- 1926:
  - Aleksander Korman, polski ekonomista, samorządowiec (zm. 2004)
  - Lawrence Soens, amerykański duchowny katolicki, biskup Sioux City (zm. 2021)
- 1927:
  - Barbara Bartnicka, polska językoznawczyni (zm. 2011)
  - Biruta Lewaszkiewicz-Petrykowska, polska prawnik, sędzia Trybunału Konstytucyjnego (zm. 2022)
  - Edoardo Rovida, włoski duchowny katolicki, arcybiskup, nuncjusz apostolski
- 1928:
  - Krzysztof Bień, polski architekt
  - Yvette Vickers, amerykańska piosenkarka, aktorka, modelka (zm. ok. 2010)
- 1929:
  - Tom Kindness, amerykański polityk (zm. 2004)
  - Maurice Tempelsman, amerykański przedsiębiorca, filantrop pochodzenia żydowskiego
- 1930 – Stanisław Kulon, polski rzeźbiarz (zm. 2022)
- 1931:
  - Giovanni Invernizzi, włoski piłkarz, trener (zm. 2005)
  - Kálmán Markovits, węgierski piłkarz wodny (zm. 2009)
- 1932:
  - Asgeir Dølplads, norweski skoczek narciarski (zm. 2023)
  - Arthur Dunkel, szwajcarski dyplomata, dyrektor generalny GATT (zm. 2005)
  - Joe Engle, amerykański pilot wojskowy, inżynier, astronauta (zm. 2024)
  - Ignacy Siemion, polski chemik organik, historyk chemii, wykładowca akademicki (zm. 2015)
- 1933:
  - Adilia Castillo, wenezuelska aktorka, piosenkarka (zm. 2014)
  - Zbigniew Mendera, polski profesor w dziedzinie teorii konstrukcji i konstrukcji stalowych (zm. 2020)
- 1934:
  - Aleksander Berlin, polski reżyser teatralny, tłumacz (zm. 2022)
  - Ołeksandr Filajew, ukraiński piłkarz (zm. 2019)
  - Tom Heinsohn, amerykański koszykarz (zm. 2020)
- 1935:
  - Gerald Bowden, brytyjski polityk (zm. 2020)
  - Geraldine Ferraro, amerykańska polityk (zm. 2011)
  - Andrzej Mateja, polski biegacz narciarski, ratownik górski (zm. 2019)
- 1936:
  - Benedict Anderson, amerykański historyk, politolog (zm. 2015)
  - Aleksander Roszal, rosyjski dziennikarz, szachista, trener szachowy (zm. 2007)
- 1937:
  - Giennadij Janajew, rosyjski polityk, wiceprezydent ZSRR (zm. 2010)
  - Walerij Popienczenko, rosyjski bokser (zm. 1975)
  - Kenji Utsumi, japoński aktor (zm. 2013)
- 1938:
  - Jet Black, brytyjski perkusista, członek zespołu The Stranglers (zm. 2022)
  - Marcello Gandini, włoski projektant samochodowy (zm. 2024)
- 1939:
  - Piotr Poźniak, polski muzykolog (zm. 2016)
  - Robert Waseige, belgijski piłkarz, trener (zm. 2019)
- 1940:
  - Andrzej Jakubowski, polski mikroelektronik (zm. 2021)
  - Don LaFontaine, amerykański aktor głosowy (zm. 2008)
  - Felix Mitelman, szwedzki genetyk
- 1941:
  - Barbara Ehrenreich, amerykańska dziennikarka, pisarka, aktywistka polityczna (zm. 2022)
  - Jane Merrow, brytyjska aktorka
  - Barbet Schroeder, francuski reżyser, scenarzysta i producent filmowy
  - Akiko Wakabayashi, japońska aktorka
- 1942:
  - Lia Hinten, holenderska lekkoatletka (zm. 2021)
  - Kirk Morris, włoski kulturysta, aktor
  - Hubert Raudaschl, austriacki żeglarz sportowy
- 1943:
  - Klaus Katzur, niemiecki pływak (zm. 2016)
  - Tadeusz Nalepa, polski gitarzysta i wokalista bluesowy (zm. 2007)
  - Ulf Sundelin, szwedzki żeglarz sportowy
- 1944:
  - Patrick Devedjian, francuski polityk pochodzenia ormiańskiego (zm. 2020)
  - Jørn Lund, duński kolarz torowy i szosowy
  - Ryszard Windsor, książę Gloucester
- 1945:
  - Zbigniew Nowak, polski bioenergoterapeuta
  - Tom Ridge, amerykański polityk
- 1946:
  - Krzysztof Baumiller, polski scenograf telewizyjny, teatralny i filmowy (zm. 2015)
  - Zbigniew Koźmiński, polski działacz piłkarski
  - Don Masson, szkocki piłkarz
  - Giuseppe Sandri, włoski duchowny katolicki posługujący w Południowej Afryce, biskup Witbank (zm. 2019)
  - Mark Snow, amerykański kompozytor muzyki filmowej (zm. 2025)
  - Alison Steadman, brytyjska aktorka
- 1947:
  - Nicolae Dobrin, rumuński piłkarz, trener (zm. 2007)
  - Saïd Sadi, algierski polityk
- 1948:
  - Bożena Dykiel, polska aktorka
  - Gertrud Gabl, austriacka narciarka alpejska (zm. 1976)
  - Maryla Lerch, polska piosenkarka
  - Magda Vášáryová, słowacka aktorka, dyplomatka, polityk
- 1949:
  - Alberto Cardaccio, urugwajski piłkarz (zm. 2015)
  - Dan Cruickshank, brytyjski historyk sztuki i architektury, prezenter telewizyjny, publicysta
  - Eugeniusz Gołąbek, polski pisarz, znawca kaszubszczyzny
  - Grzegorz Jarzembski, polski matematyk
  - Grzegorz Niski, polski podpułkownik, polityk, senator RP
- 1950:
  - Thomas D’Souza, indyjski duchowny katolicki, arcybiskup Kalkuty
  - Carlos Sevilla, ekwadorski piłkarz, trener
  - Anatolij Torkunow, rosyjski politolog, dyplomata
- 1951:
  - Zbigniew Pacelt, polski pięcioboista nowoczesny, pływak, trener, działacz sportowy, polityk, poseł na Sejm RP (zm. 2021)
  - Edward Witten, amerykański fizyk, matematyk
- 1952:
  - Czesław Białczyński, polski pisarz
  - Zbigniew Fedyczak, polski strzelec sportowy (zm. 2024)
  - Michael Jeter, amerykański aktor (zm. 2003)
- 1953:
  - Jochen Babock, niemiecki bobsleista
  - Dom Famularo, amerykański perkusista jazzowy (zm. 2023)
  - Bogdan Gajda, polski bokser, trener
  - David Hurley, australijski generał, polityk, gubernator generalny Australii
  - Jan Konefał, polski historyk, wykładowca akademicki
  - Edward Lowassa, tanzański polityk, premier Tanzanii (zm. 2024)
- 1954:
  - Tracy Krohn, amerykański kierowca wyścigowy
  - Detlef Raugust, niemiecki piłkarz
  - Efren Reyes, filipiński bilardzista
- 1955:
  - Jiří Pehe, czeski politolog, pisarz
  - Roman Rogowiecki, polski dziennikarz muzyczny
- 1956:
  - Carlos Arias Torrico, boliwijski piłkarz
  - Brett Cullen, amerykański aktor, producent filmowy
  - Dick Hooper, irlandzki lekkoatleta, maratończyk
  - Marian Kasperczyk, polski malarz
- 1957:
  - Lidia Bogaczówna, polska aktorka
  - Dr Alban, szwedzki piosenkarz pochodzenia nigeryjskiego
  - Dominique Dupuy, francuski kierowca wyścigowy
  - Mariusz Łapiński, polski lekarz kardiolog, polityk, minister zdrowia
  - Christian Schmidt, niemiecki prawnik, polityk
  - Renato Soru, włoski przedsiębiorca, polityk
- 1958:
  - Piotr Bąk, polski aktor
  - Maddalena Calia, włoska prawnik, działaczka samorządowa, polityk
  - Klaus Ostwald, niemiecki skoczek narciarski
  - Juan Antonio Señor, hiszpański piłkarz, trener
  - Jonathan Tisdall, norweski szachista, dziennikarz
  - Nichi Vendola, włoski polityk, publicysta
  - Zlatko Vujović, chorwacki piłkarz
  - Zoran Vujović, chorwacki piłkarz
- 1959:
  - Kathryn Hire, amerykańska komandor US Navy, astronautka
  - Thomas Kroth, niemiecki piłkarz
  - Adam Pęzioł, polski polityk, wojewoda opolski
  - Michael Rohde, amerykański szachista
  - Stanisław Tomczyszyn, polski samorządowiec, wicemarszałek województwa lubuskiego
  - Stan Van Gundy, amerykański trener koszykarski
- 1960:
  - Jan Brink, szwedzki jeździec sportowy
  - Branford Marsalis, amerykański saksofonista jazzowy
  - Bernard Minier, francuski pisarz
  - Ola Ray, amerykańska aktorka, modelka
- 1961:
  - Jarosław Czubaty, polski historyk, wykładowca akademicki
  - Daniel Lévi, francuski wokalista, pianista, kompozytor, autor tekstów (zm. 2022)
  - Fahrudin Omerović, bośniacki piłkarz, bramkarz
  - Renata Pękul, polska aktorka
  - Paweł Potoroczyn, polski menedżer kultury, dziennikarz, publicysta, przedsiębiorca, dyplomata
  - Stefano Russo, włoski duchowny katolicki, biskup Fabriano-Matelica
  - Satoko Shimonari, japońska piosenkarka
- 1962:
  - Algis Kazulėnas, litewski historyk, muzealnik, samorządowiec, polityk
  - Roger Kingdom, amerykański lekkoatleta, płotkarz
  - Tariq Ramadan, szwajcarski muzułmański teolog, filozof, pisarz polityczny pochodzenia egipskiego
  - Jouko Salomäki, fiński zapaśnik
- 1963:
  - Ludger Beerbaum, niemiecki jeździec sportowy
  - Birgit Keppler-Stein, niemiecka narciarka dowolna
  - Liu Huan, chiński piosenkarz
  - Sergio Pérez de Arce, chilijski duchowny katolicki, arcybiskup Concepción
- 1964:
  - Mehriban Əliyeva, azerska lekarka, polityk, pierwsza dama
  - Mariusz Bonaszewski, polski aktor
  - Carsten Wolf, niemiecki kolarz torowy i szosowy
- 1965:
  - Chris Burke, amerykański aktor
  - Azela Robinson, meksykańska aktorka pochodzenia brytyjskiego
  - Marcus du Sautoy, brytyjski matematyk
- 1966:
  - Jacques Brinkman, holenderski hokeista na trawie
  - Jerzy Haszczyński, polski dziennikarz, publicysta
  - Shirley Manson, szkocka wokalistka, członkini zespołu Garbage
  - Piotr Siegoczyński, polski zawodnik sportów walki
- 1967:
  - Éric Alard, francuski bobsleista
  - Aleksandyr Cwetkow, bułgarski urzędnik, polityk
  - Aleksandar Đorđević, serbski koszykarz, trener
  - Michael Gove, brytyjski polityk
  - Suat Kaya, turecki piłkarz, trener
  - Oleg Taktarow, rosyjski zawodnik MMA, aktor
- 1968:
  - Madhur Bhandarkar, indyjski reżyser filmowy
  - Chris Boardman, brytyjski kolarz szosowy i torowy
  - Darcy Downs, kanadyjski narciarz dowolny
  - Ou Chuliang, chiński piłkarz, bramkarz
  - Marc Rothemund, niemiecki reżyser filmowy
  - Joanna Sosnowska, polska polityk, poseł na Sejm RP (zm. 2018)
- 1969:
  - Nicole Arendt, amerykańska tenisistka
  - Dorota Buczkowska, polska lekkoatletka, biegaczka średniodystansowa (zm. 2022)
  - Aleksander Czerniajew, rosyjski szachista
  - Karen Ellemann, duńska polityk
  - Tomasz Lipnicki, polski wokalista, gitarzysta, członek zespołów: Illusion i Lipali
  - Jorge Sanz, hiszpański aktor
  - Jarosław Wilczyński, polski samorządowiec, prezydent Ostrowca Świętokrzyskiego
  - Lubomyr Wowczuk, ukraiński piłkarz, trener
- 1970:
  - Claudia Amura, argentyńska szachistka
  - Olimpiada Iwanowa, rosyjska lekkoatletka, chodziarka
  - Wełko Jotow, bułgarski piłkarz
  - Mauricio Larriera, urugwajski piłkarz, trener
  - Krzysztof Łanda, polski lekarz, urzędnik państwowy
  - Melissa McCarthy, amerykańska aktorka
  - Zsolt Simon, słowacki polityk narodowości węgierskiej
- 1971:
  - Jon Coghill, australijski perkusista, członek zespołu Powderfinger
  - Charles Friedek, niemiecki lekkoatleta, trójskoczek
  - Walerij Nikonorow, rosyjski zapaśnik
  - Osman Özköylü, turecki piłkarz
  - Giuseppe Pancaro, włoski piłkarz
  - Carlos Pérez, węgierski piłkarz ręczny pochodzenia kubańskiego
  - Thalía, meksykańska piosenkarka
- 1972:
  - Dzmitryj Bonachau, białoruski samorządowiec, działacz gospodarczy
  - Sherell Ford, amerykański koszykarz, trener
  - Paula Hawkins, brytyjska pisarka
  - Grzegorz (Kacia), gruziński biskup prawosławny
- 1973:
  - Natalja Barbaszyna, rosyjska piłkarka
  - Izak Šantej, słoweński żużlowiec
  - Charles Yohane, zimbabwejski piłkarz
- 1974:
  - Federico Aubele, argentyński gitarzysta, wokalista, producent muzyczny
  - Kelvin Cato, amerykański koszykarz
  - Hermes França, brazylijski zawodnik MMA
  - Katarzyna Tubylewicz, polska pisarka, tłumaczka, publicystka, kulturoznawczyni
- 1975
  - Alan Averill, irlandzki muzyk, kompozytor, wokalista, autor tekstów, członek zespołów: Primordial, Perdition, Void of Silence i Blood Revolt
  - Katarzyna Ueberhan, polska działaczka społeczna, posłanka na Sejm RP
- 1976:
  - Agnieszka Cichocka, polska koszykarka
  - Mike Colter, amerykański aktor
  - Amaia Montero, hiszpańska wokalistka, członkini zespołu La Oreja de Van Gogh
  - Zemfira, rosyjska piosenkarka
- 1977:
  - Therese Alshammar, szwedzka pływaczka
  - Tripp Phillips, amerykański tenisista
  - Ákos Vereckei, węgierski kajakarz
- 1978:
  - Paulo César Arruda Parente, brazylijski piłkarz
  - Madżid Chodaji, irański zapaśnik
  - Hestrie Cloete, południowoafrykańska lekkoatletka, skoczkini wzwyż
  - Rafał Naskręt, polski piłkarz
  - Amanda Schull, amerykańska aktorka
- 1979:
  - Przemysław Miarczyński, polski żeglarz sportowy
  - Cristian Mora, ekwadorski piłkarz, bramkarz
  - Allison Robertson, amerykańska gitarzystka, członkini zespołu The Donnas
  - Magdalena Sadowska, polska siatkarka
- 1980:
  - Macaulay Culkin, amerykański aktor
  - Joanna Obrusiewicz, polska piłkarka ręczna
  - Chris Pine, amerykański aktor
- 1981:
  - Andreas Gliniadakis, grecki koszykarz
  - Julio Valentín González, paragwajski piłkarz
  - Barbara Maciejczyk, polska stewardesa (zm. 2010)
  - Jacek Wójcicki, polski samorządowiec, prezydent Gorzowa Wielkopolskiego
- 1982:
  - Nikołaj Apalikow, rosyjski siatkarz
  - Priscilla Lopes-Schliep, kanadyjska lekkoatletka, płotkarka
  - Anna Szorina, rosyjska pływaczka synchroniczna
  - Tadek, polski raper
- 1983:
  - Irena Blicharz, polska judoczka
  - Laurent Cadot, francuski wioślarz
  - Mattia Cassani, włoski piłkarz
  - Felipe Melo, brazylijski piłkarz
  - Magnus Moan, norweski kombinator norweski
- 1984:
  - Brunel Fucien, haitański piłkarz
  - Arnie David Giralt, kubański lekkoatleta, trójskoczek
  - Simone Venier, włoski wioślarz
  - Jorien Voorhuis, holenderska łyżwiarka szybka
- 1985:
  - Souheïl Ben Radhia, tunezyjski piłkarz
  - Ołeksij Kasjanow, ukraiński lekkoatleta, wieloboista
  - David Price, amerykański baseballista
  - Arciom Radźkou, białoruski piłkarz
- 1986:
  - Izabela Adamczyk, polska judoczka
  - Big K.R.I.T., amerykański raper, producent muzyczny
  - Tiffany Brown, amerykańska koszykarka
  - Cassie, amerykańska piosenkarka, aktorka, modelka
  - Ivo van der Putten, holenderski kolarz BMX
  - Erik Lyche Solheim, norweski skoczek narciarski
  - Kerstin Thiele, niemiecka judoczka
  - Damian Ukeje, polski piosenkarz
  - Pasuta Wongwieng, tajska lekkoatletka, tyczkarka
- 1987:
  - Ana Antonijević, serbska siatkarka
  - Perttu Lindgren, fiński hokeista
  - Alaksandr Martynowicz, białoruski piłkarz
  - Wallace de Souza, brazylijski siatkarz
  - Ksienija Suchinowa, rosyjska modelka, zdobywczyni tytułu Miss World
  - Zhang Jie, chiński sztangista
- 1988:
  - Tori Black, amerykańska aktorka pornograficzna
  - Maria Laura, belgijska księżniczka
  - Danielle Savre, amerykańska aktorka, piosenkarka, tancerka
  - Wayne Simmonds, kanadyjski hokeista
- 1989:
  - André André, portugalski piłkarz
  - James Harden, amerykański koszykarz
  - Róża Kozakowska, polska lekkoatletka, skoczkini w dal
  - Sun Ke, chiński piłkarz
- 1990:
  - Irina-Camelia Begu, rumuńska tenisistka
  - Lorenzo Brown, amerykański koszykarz
  - Lil’ Chris, brytyjski piosenkarz, aktor (zm. 2015)
  - Mateo Musacchio, argentyński piłkarz
  - Artur Nogal, polski łyżwiarz szybki
  - Koen Verweij, holenderski łyżwiarz szybki
- 1991:
  - Arnaud Démare, francuski kolarz szosowy
  - Jessica Diggins, amerykańska biegaczka narciarska
  - Chris Dowe, amerykański koszykarz
  - Dylan O’Brien, amerykański aktor
  - Kirsten Nieuwendam, surinamska lekkoatletka, sprinterka
  - Aleksandra Radwańska, polska aktorka
- 1992:
  - Maikel Franco, dominikański baseballista
  - Tomáš Koubek, czeski piłkarz, bramkarz
  - Coryn Rivera, amerykańska kolarka szosowa
  - Yang Yilin, chińska gimnastyczka
- 1993:
  - Valber Huerta, chilijski piłkarz
  - Marko Livaja, chorwacki piłkarz
  - Keke Palmer, amerykańska aktorka, piosenkarka
  - Krzysztof Pawlaczyk, polski piłkarz ręczny
- 1994:
  - Victor Koretzky, francuski kolarz górski i przełajowy
  - Pang Chol-mi, północnokoreańska pięściarka
  - Suphan Thongsong, tajski piłkarz
- 1995:
  - Sahily Diago, kubańska lekkoatletka, biegaczka
  - Desiree Henry, brytyjska lekkoatletka, sprinterka
  - Darja Naumawa, białoruska sztangistka
  - Jekatierina Starygina, rosyjska lekkoatletka, oszczepniczka
  - Kamau Stokes, amerykański koszykarz
- 1996:
  - Fanos Katelaris, cypryjski piłkarz pochodzenia kongijskiego
  - Francisco Mora, portugalski kierowca wyścigowy
- 1997:
  - Taylor Emery, amerykańska koszykarka
  - Yan Eteki, kameruński piłkarz
  - Amr Rida Ramadan Husajn, egipski zapaśnik
  - Samuel Kalu, nigeryjski piłkarz
  - Julian Zenger, niemiecki siatkarz
- 1998:
  - Aleksandra Kustowa, rosyjska skoczkini narciarska
  - Dennis Man, rumuński piłkarz
  - Paweł Śmiłowski, polski badmintonista
- 1999:
  - Maks Ebong, białoruski piłkarz
  - Juchym Konopla, ukraiński piłkarz
  - Naz Reid, amerykański koszykarz
- 2000:
  - Filippo Baroncini, włoski kolarz szosowy
  - Ethan Vernon, brytyjski kolarz szosowy i torowy
- 2001:
  - Alexandre Lezcano, kostarykański piłkarz, bramkarz
  - Ben Tulett, brytyjski kolarz szosowy i przełajowy
  - Patrick Williams, amerykański koszykarz
- 2002:
  - Lil Tecca, amerykański raper, autor tekstów
  - J.T. Thor, amerykańsko-południowoafrykański koszykarz
- 2003:
  - Paxten Aaronson, amerykański piłkarz
  - Trevor Keels, amerykański koszykarz
- 2006 - Victoria Mboko, kanadyjska tenisistka

## Zmarli
- 303 – Aleksander z Bergamo, rzymski żołnierz, męczennik, święty (ur. ?)
- 787 – Arechis II, hrabia Benewentu (ur. ?)
- 887 – Kōkō, cesarz Japonii (ur. 830)
- 1001 – Jan XVI, antypapież (ur. ?)
- 1219 – Guillaume de Chartres, wielki mistrz zakonu templariuszy (ur. ?)
- 1240 – Rajmund Nonnat, hiszpański zakonnik, święty (ur. 1204)
- 1271 – Janusz, polski duchowny katolicki, arcybiskup gnieźnieński (ur. ?)
- 1278 – Przemysł Ottokar II, król Czech (ur. 1230)
- 1296 – Jan, książę czeski, duchowny katolicki, proboszcz Wyszehradu (ur. ?)
- 1346 – Polegli w bitwie pod Crécy:
  - Jan Luksemburski, hrabia Luksemburga, książę opawski, król Czech (ur. 1296)
  - Ludwik I, hrabia Flandrii, Nevers i Rethel (ur. 1304)
- 1411 – Eufemia, księżniczka bytomska, księżna niemodlińska, ziębicka i gliwicka (ur. 1350–52)
- 1468 – Zara Jaykob Konstantyn, cesarz Etiopii (ur. 1399)
- 1474 – Jakub III, król Cypru (ur. 1473)
- 1486 – Ernest Wettyn, książę elektor Saksonii, landgraf Turyngii (ur. 1441)
- 1551 – Małgorzata Leijonhufvud, królowa Szwecji (ur. 1516)
- 1595 – Antoni de Crato, pretendent do tronu portugalskiego (ur. 1531)
- 1649 – Marcin Strzoda, polsko-czeski jezuita, historyk, pedagog (ur. 1587)
- 1666 – Frans Hals, holenderski malarz (ur. ?)
- 1672:
  - Hejking, kurlandzki szlachcic, major artylerii na żołdzie polskim (ur. ?)
  - Jerzy Wołodyjowski, polski szlachcic, pułkownik (ur. 1620)
- 1686 – Konstanty Krzysztof Wiśniowiecki, polski książę, wojewoda bracławski i bełski (ur. 1635)
- 1723 – Antoni van Leeuwenhoek, holenderski przyrodnik (ur. 1632)
- 1728 – Maria Anna Orleańska, księżna sabaudzka, królowa sycylijska i sardyńska (ur. 1669)
- 1741 – Maria Elżbieta Habsburżanka, namiestniczka Niderlandów Austriackich (ur. 1680)
- 1770 – Fredrik von Friesendorff, szwedzki polityk (ur. 1707)
- 1784 – Antoni Kazimierz Ostrowski, polski duchowny katolicki, arcybiskup gnieźnieński i prymas Polski (ur. 1713)
- 1785:
  - George Germain, brytyjski arystokrata, polityk (ur. 1716)
  - Ventura Rodríguez, hiszpański architekt (ur. 1717)
- 1788 – Elizabeth Pierrepont, brytyjska arystokratka (ur. 1720)
- 1794 – Julia Potocka, polska szlachcianka (ur. 1767)
- 1795 – Alessandro di Cagliostro, włoski awanturnik, okultysta, alchemik (ur. 1743)
- 1803 – Antoine Quinquet, francuski farmaceuta, przedsiębiorca (ur. 1745)
- 1805 – Franciszek Witalis Żeleński, polski szlachcic, polityk (ur. ?)
- 1811 – Thomas Fitzsimons, amerykański kupiec, bankier, polityk pochodzenia żydowskiego (ur. 1741)
- 1813:
  - Theodor Körner, niemiecki poeta (ur. 1791)
  - Daniel Gottlob Türk, niemiecki organista, kompozytor, pedagog (ur. 1750)
- 1816 – Vicente Joaquín Osorio de Moscoso y Guzmán, hiszpański arystokrata, mecenes sztuki (ur. 1756)
- 1838 – Joanna Elżbieta Bichier des Ages, francuska zakonnica, święta (ur. 1773)
- 1840:
  - Walery Henryk Kamionko, polski duchowny katolicki, biskup pomocniczy mohylewski (ur. 1767)
  - Friedrich Tripplin, niemiecki filolog klasyczny, bibliotekarz, pedagog (ur. 1774)
- 1844 – John Keane, brytyjski arystokrata, dowódca wojskowy, polityk kolonialny (ur. 1781)
- 1845 – Philippe de Girard, francuski inżynier, wynalazca (ur. 1775)
- 1849 – Józef Dionizy Minasowicz, polski poeta, tłumacz, teoretyk literatury prawnik (ur. 1792)
- 1850 – Ludwik Filip I, król Francuzów (ur. 1773)
- 1862:
  - Ludwik Ryll, polski działacz niepodległościowy, zamachowiec (ur. 1842)
  - Jan Rzońca, polski działacz niepodległościowy, zamachowiec (ur. 1843)
- 1865 – Johann Franz Encke, niemiecki astronom (ur. 1791)
- 1875 – Wojciech Józef Morawski, polski duchowny katolicki, uczestnik powstania listopadowego (ur. 1810)
- 1877 – Giuseppe Andrea Bizzarri, włoski kardynał (ur. 1802)
- 1878 – Maria Baouardy, palestyńska karmelitanka, stygmatyczka, święta (ur. 1846)
- 1886 – Joaquin Masmitja y de Puig, kataloński duchowny katolicki, Sługa Boży (ur. 1808)
- 1895 – Johann Friedrich Miescher, szwajcarski biolog, histolog (ur. 1844)
- 1897:
  - Maria Ilnicka, polska literatka, tłumaczka (ur. 1825)
  - Teresa od Jezusa Jornet e Ibars, hiszpańska zakonnica, święta (ur. 1843)
- 1900 – Lucjan Grabski, polski ekonomista, przemysłowiec (ur. 1842)
- 1904 – Leopold Eugeniusz Starzeński, polski hrabia, dramaturg, publicysta, myśliwy (ur. 1835)
- 1909 – Teodor Żychliński, polski heraldyk, pamiętnikarz, dziennikarz, działacz kulturalny (ur. 1836)
- 1910 – William James, amerykański filozof, psycholog, psychofizjolog (ur. 1842)
- 1912 – José María Velasco, meksykański malarz (ur. 1840)
- 1914 – Ignacy Jasiukowicz, polski przedsiębiorca (ur. 1847)
- 1917 – William Lane, australijski dziennikarz, działacz robotniczy, utopista (ur. 1861)
- 1919 – Aniela Poraj-Biernacka, polska malarka (ur. ?)
- 1921:
  - Matthias Erzberger, niemiecki pisarz, polityk (ur. 1875)
  - Bolesław Mańkowski, polski pedagog, bibliotekarz, archiwista (ur. 1852)
  - Ludwig Thoma, niemiecki pisarz, wydawca, redaktor (ur. 1867)
- 1923:
  - Kazimierz Rafał Chłapowski, polski polityk, poseł na Sejm RP (ur. 1872)
  - Rajko Daskałow, bułgarski ekonomista, dyplomata, polityk (ur. 1886)
- 1924 – Eugenio Py, argentyński operator filmowy pochodzenia francuskiego (ur. 1859)
- 1927:
  - Stanisław Hulak, polski działacz ludowy, polityk, poseł na Sejm RP (ur. 1877)
  - Aleksander Mroczkowski, polski malarz (ur. 1850)
- 1930:
  - Lon Chaney, amerykański aktor (ur. 1883)
  - Thomas Sterling, amerykański polityk (ur. 1851)
- 1931 – Osachi Hamaguchi, japoński polityk, premier Japonii (ur. 1870)
- 1932:
  - Ernesto Basile, włoski architekt (ur. 1857)
  - Samuel Goldflam, polski internista, neurolog pochodzenia żydowskiego (ur. 1852)
  - Czesław Hulanicki, polski działacz ruchu robotniczego, publicysta, tłumacz (ur. 1867)
- 1933 – Reinhold Poss, niemiecki pilot wojskowy i sportowy (ur. 1897)
- 1934 – Hugh Hamilton, brytyjski kierowca wyścigowy (ur. 1905)
- 1935:
  - Sarmiza Bilcescu, rumuńska prawniczka, feministka (ur. 1867)
  - John N. Willys, amerykański polityk, dyplomata (ur. 1873)
- 1936:
  - Maria od Aniołów Ginard Martí, hiszpańska zakonnica, męczennica, błogosławiona (ur. 1894)
  - Fakunda Margenat, hiszpańska zakonnica, męczennica, błogosławiona (ur. 1876)
  - Wojciech Stpiczyński, polski polityk, publicysta (ur. 1896)
  - Ambroży Valls Matamales, hiszpański kapucyn, męczennik, błogosławiony (ur. 1870)
  - Piotr Max Ginestar, hiszpański kapucyn, męczennik, błogosławiony (ur. 1876)
- 1937 – Serafin (Zwiezdinski), rosyjski biskup i święty prawosławny (ur. 1883)
- 1938:
  - Teodor Axentowicz, polski malarz, rysownik, grafik pochodzenia ormiańskiego (ur. 1859)
  - Stanisław Grochowicz, polski architekt, inżynier budownictwa (ur. 1858)
  - Migjeni, albański poeta (ur. 1911)
  - Sofja Sokołowska, radziecka dziennikarka, polityk (ur. 1894)
- 1940 – Giovanni Battista della Pietra, włoski duchowny katolicki, arcybiskup, dyplomata papieski (ur. 1871)
- 1941:
  - Georg Escherich, niemiecki leśnik, podróżnik, polityk nacjonalistyczny (ur. 1870)
  - Bronisław Wróblewski, polski teoretyk prawa, kryminolog, wykładowca akademicki (ur. 1888)
- 1942:
  - Benito Albino Dalser, włoski marynarz (ur. 1915)
  - Juda Leo Landau, południowoafrykański rabin, prozaik, poeta (ur. 1866)
  - Marcin Pasierb, major piechoty Wojska Polskiego (ur. 1896)
  - Jun’ichi Sasai, japoński pilot wojskowy, as myśliwski (ur. 1918)
- 1943:
  - Zygmunt Domagalski, polski działacz komunistyczny (ur. 1888)
  - Walenty Obraniak, polski działacz komunistyczny (ur. 1902)
  - Kurt Renner, niemiecki generał (ur. 1886)
- 1944 – Polegli w powstaniu warszawskim:
  - Albin Jakiel, polski działacz oświatowy, pedagog, encyklopedysta (ur. 1900)
  - Bolesław Kowalski, polski działacz komunistyczny, żołnierz AL (ur. 1915)
  - Juliusz Krzyżewski, polski poeta, radiowiec, żołnierz AK (ur. 1915)
  - Stanisław Kurland, polski działacz komunistyczny, żołnierz AL pochodzenia żydowskiego (ur. 1917)
  - Edward Lanota, polski działacz komunistyczny, żołnierz AL pochodzenia żydowskiego (ur. 1905)
  - Anastazy Matywiecki, polski prawnik, działacz społeczny, poeta, żołnierz AL pochodzenia żydowskiego (ur. 1914)
  - Stanisław Nowicki, polski architekt, major AL (ur. 1913)
  - Jadwiga Pankowska, polska urzędniczka, żołnierz AK (ur. 1906)
  - Włodzimierz Polański, polski filatelista, muzealnik pochodzenia polskiego (ur. 1878)
  - Jerzy Wiszniewski, polski hydrobiolog, zoolog, limnolog, wykładowca akademicki (ur. 1908)
- 1944:
  - Wacław Borkowski, polski prawnik, sędzia i prezes Najwyższego Trybunału Administracyjnego (ur. 1875)
  - Adam von Trott zu Solz, niemiecki prawnik, dyplomata (ur. 1909)
- 1945:
  - John D. Fredericks, amerykański polityk (ur. 1869)
  - Pauls Kalniņš, łotewski lekarz, polityk, przewodniczący Sejmu, prezydent na uchodźstwie (ur. 1872)
  - Wasilij Mirowicz, rosyjski generał major, publicysta, emigrant (ur. 1865)
  - Kurt Obitz, niemiecki lekarz weterynarii, dziennikarz, działacz mazurski (ur. 1907)
  - József Vágó, węgierski piłkarz (ur. 1906)
  - Franz Werfel, austriacki pisarz pochodzenia żydowskiego (ur. 1890)
- 1946 – Jeanie MacPherson, amerykańska aktorka, scenarzystka filmowa (ur. 1887)
- 1949 – Stanisław Augustyński, polski prawnik, urzędnik, polityk, poseł na Sejm RP (ur. 1869)
- 1950:
  - Michaił Bieliszew, radziecki generał major, kolaborant (ur. 1900)
  - Giuseppe De Luca, włoski śpiewak operowy (baryton) (ur. 1876)
  - Ransom E. Olds, amerykański przedsiębiorca, polityk (ur. 1864)
  - Krzysztof Sobieszczański, polski podporucznik, żołnierz AK, uczestnik powstania warszawskiego (ur. (1916)
- 1951:
  - Ernest Clark, brytyjski urzędnik państwowy, gubernator Tasmanii (ur. 1864)
  - Tadeusz Natanson, polsko-francuski wydawca pochodzenia żydowskiego (ur. 1868)
- 1952 – Teodor Wieliszek, polski piłkarz (ur. 1898)
- 1953:
  - Kazimierz Sumerski, polski malarz, reżyser filmowy (ur. 1910)
  - Ludwik Tylbor, polski inżynier, wykładowca akademicki (ur. 1887)
  - Heikki Klemetti, fiński kompozytor i dyrygent (ur. 1876)
- 1954 – Filippo Bernardini, włoski duchowny katolicki, arcybiskup, nuncjusz apostolski (ur. 1884)
- 1956 – Władysław Zaczkiewicz, polski pułkownik obserwator, historyk wojskowości (ur. 1896)
- 1957 – Umberto Saba, włoski poeta, prozaik (ur. 1883)
- 1958:
  - Tadeusz Mikulski, polski historyk literatury, eseista (ur. 1909)
  - Ralph Vaughan Williams, brytyjski kompozytor (ur. 1872)
- 1959 – Zygmunt Augustyński, polski prawnik, dziennikarz, polityk, poseł na Sejm RP, działacz Polskiego Państwa Podziemnego (ur. 1890)
- 1960 – Knud Enemark Jensen, duński kolarz szosowy (ur. 1936)
- 1961:
  - Hampe Faustman, szwedzki aktor, reżyser filmowy (ur. 1919)
  - Gail Russell, amerykańska aktorka (ur. 1924)
- 1962:
  - Dušan Simović, jugosłowiański generał, polityk, premier Jugosławii (ur. 1882)
  - Vilhjalmur Stefansson, kanadyjski etnolog, odkrywca Arktyki pochodzenia islandzkiego (ur. 1879)
  - Edward Turnour, brytyjski arystokrata, polityk (ur. 1883)
- 1963 – Czesław Kaczmarek, polski duchowny katolicki, biskup kielecki (ur. 1895)
- 1965 – Maria Beltrame Quattrocchi, włoska działaczka katolicka, błogosławiona (ur. 1884)
- 1966 – Alexander Hugh Macmillan, amerykański działacz religijny, członek zarządu Towarzystwa Strażnica Świadków Jehowy (ur. 1877)
- 1967 – Marian Walentynowicz, polski rysownik, karykaturzysta, architekt (ur. 1896)
- 1968:
  - Kay Francis, amerykańska aktorka (ur. 1905)
  - Martin Frič, czeski reżyser filmowy (ur. 1902)
- 1970 – Max Abegglen, brazylijski trener piłkarski (ur. 1896)
- 1972 – Francis Chichester, brytyjski podróżnik, pilot, żeglarz (ur. 1901)
- 1973:
  - Bolesław Gościewicz, polski żołnierz, strzelec sportowy (ur. 1890)
  - Anna Maria Klechniowska, polska kompozytorka, pianistka, pedagog (ur. 1888)
- 1974:
  - Junio Valerio Borghese, włoski kapitan fregaty, skrajnie prawicowy działacz polityczny, pisarz (ur. 1906)
  - Charles Lindbergh, amerykański pionier lotnictwa, generał pochodzenia szwedzkiego (ur. 1902)
- 1975:
  - Ferdinand Minnaert, belgijski gimnastyk (ur. 1887)
  - Eugeniusz Rawski, polski aktor (ur. 1904)
  - Sylvio Serpa, brazylijski piłkarz (ur. 1904)
- 1976:
  - Roman Abraham, polski generał brygady (ur. 1891)
  - Lotte Lehmann, niemiecka śpiewaczka operowa (sopran) (ur. 1888)
  - Jurij Smołycz, ukraiński pisarz (ur. 1900)
- 1977 – Jacek Puget, polski rzeźbiarz, wykładowca akademicki (ur. 1904)
- 1978:
  - Charles Boyer, francuski aktor (ur. 1899)
  - José Manuel Moreno, argentyński piłkarz (ur. 1916)
- 1979:
  - Philip Inman, brytyjski polityk (ur. 1892)
  - Mika Waltari, fiński pisarz (ur. 1908)
- 1980:
  - Tex Avery, amerykański reżyser filmów animowanych (ur. 1908)
  - Miliza Korjus, amerykańska aktorka, śpiewaczka operowa (sopran) pochodzenia polsko-estońskiego (ur. 1909)
- 1981:
  - Aleksander Turyn, polsko-amerykański filolog klasyczny, bizantynolog, wykładowca akademicki pochodzenia żydowskiego (ur. 1900)
  - Kazimierz Zembrzuski, polski inżynier mechanik, konstruktor, pedagog (ur. 1905)
- 1982:
  - Yngve Engkvist, szwedzki żeglarz sportowy (ur. 1918)
  - Teresa Iżewska, polska aktorka (ur. 1933)
  - Adam Kreczmar, polski poeta, satyryk, autor tekstów piosenek i słuchowisk, aktor (ur. 1944)
- 1983 – Jan Jórczak, polski szewc, działacz komunistyczny i związkowy (ur. 1905)
- 1984 – Lawrence Shehan, amerykański duchowny katolicki, arcybiskup Baltimore, kardynał (ur. 1898)
- 1985:
  - Åke Fridell, szwedzki aktor (ur. 1919)
  - Marie Motlová, czeska aktorka (ur. 1918)
  - Tadeusz Żurowski, polski podporucznik rezerwy piechoty, architekt, historyk, archeolog, konserwator zabytków (ur. 1908)
- 1986:
  - Roberto Battaglia, włoski szpadzista (ur. 1909)
  - Ted Knight, amerykański aktor (ur. 1923)
- 1987:
  - Alexandru Borbely, rumuński piłkarz (ur. 1900)
  - Jerzy Szmidt, polski aktor (ur. 1939)
  - Georg Wittig, niemiecki chemik, wykładowca akademicki, laureat Nagrody Nobla (ur. 1897)
- 1988:
  - Gustaw Heczko, polski podporucznik broni pancernych, żołnierz AK, cichociemny (ur. 1920)
  - Fred Peart, brytyjski polityk (ur. 1914)
- 1989:
  - Raffaello Gambino, włoski piłkarz wodny (ur. 1928)
  - Józef Kuranc, polski historyk, bizantynolog, filolog klasyczny, wykładowca akademicki (ur. 1904)
  - Sabyr Nijazbekow, radziecki i kazachski polityk (ur. 1912)
  - Irving Stone, amerykański pisarz (ur. 1903)
  - Wanda Żółkiewska, polska autorka książek dla dzieci i młodzieży (ur. 1912)
- 1991:
  - Nikołaj Kruczina, radziecki polityk (ur. 1928)
  - Lucyna Paczuska, polska aktorka, tancerka (ur. 1925)
  - Wiera Strojewa, rosyjska reżyserka filmowa (ur. 1903)
- 1992:
  - Karel Horálek, czeski językoznawca, slawista, wykładowca akademicki (ur. 1908)
  - Sammy Timberg, amerykański muzyk, kompozytor (ur. 1903)
- 1993 – Zygmunt Konrad Nowakowski, polski prawnik, wykładowca akademicki, polityk, poseł na Sejm PRL (ur. 1912)
- 1994:
  - Werner Klemke, niemiecki grafik, ilustrator, pedagog (ur. 1917)
  - Ljubomir Lovrić, jugosłowiański piłkarz, trener (ur. 1920)
  - Sławomir Szpakowski, polski grafik, karykaturzysta (ur. 1908)
- 1995:
  - Antonio Brancaccio, włoski prawnik (ur. 1923)
  - John Brunner, brytyjski pisarz science fiction (ur. 1934)
- 1996 – Czesław Zgorzelski, polski historyk literatury (ur. 1908)
- 1998 – Frederick Reines, amerykański fizyk, laureat Nagrody Nobla (ur. 1918)
- 2000:
  - Rudolf Gołębiowski, polski aktor (ur. 1919)
  - Lynden Pindling, bahamski polityk, premier Bahamów (ur. 1930)
  - Wojciech Żukrowski, polski prozaik, poeta, reportażysta, krytyk literacki (ur. 1916)
- 2001:
  - Vangjush Furxhi, albański aktor (ur. 1943)
  - Marita Petersen, farerska polityk, premier Wysp Owczych (ur. 1940)
- 2002 – Thomas Gordon, amerykański psycholog, psychoterapeuta (ur. 1918)
- 2004:
  - Laura Branigan, amerykańska piosenkarka (ur. 1952)
  - Jerzy Buczma, polski kontradmirał (ur. 1944)
  - Adam Graczyński, polski inżynier, polityk, senator RP (ur. 1939)
  - Mykoła Hołowko, ukraiński piłkarz, trener (ur. 1937)
  - Matthias Volz, niemiecki gimnastyk (ur. 1910)
- 2005:
  - Wolfgang Bauer, austriacki pisarz (ur. 1941)
  - Janusz Bąkowski, polski fotograf, malarz, rysownik, rzeźbiarz (ur. 1922)
  - Denis D’Amour, kanadyjski gitarzysta, członek zespołu Voivod (ur. 1959)
- 2006:
  - Rainer Barzel, niemiecki polityk, przewodniczący Bundestagu (ur. 1924)
  - Roman Gąsienica-Sieczka, polski skoczek narciarski (ur. 1934)
  - Jewhen Kuczerewski, ukraiński piłkarz, trener (ur. 1941)
  - Jerzy Otomański, polski architekt (ur. 1929)
- 2007 – Gaston Thorn, luksemburski polityk, premier Luksemburga, przewodniczący Komisji Europejskiej (ur. 1928)
- 2008:
  - Michal Dočolomanský, słowacki aktor (ur. 1942)
  - Mieczysław Klimowicz, polski historyk literatury, polonista (ur. 1919)
  - Tadeusz Pecolt, polski duchowny katolicki (ur. 1910)
- 2009 – Ellie Greenwich, amerykańska piosenkarka, kompozytorka (ur. 1940)
- 2010:
  - Frank Baumgartl, niemiecki lekkoatleta, długodystansowiec (ur. 1955)
  - Raimon Panikkar, hiszpański duchowny i teolog katolicki, filozof pochodzenia hinduskiego (ur. 1918)
- 2011:
  - Aloysius Ambrozic, kanadyjski duchowny katolicki, arcybiskup Toronto, kardynał (ur. 1930)
  - George Band, brytyjski wspinacz (ur. 1929)
  - Maria Ginter, polska pisarka, rzeźbiarka, malarka, sportsmenka (ur. 1922)
  - Kazimiera Kijowska, polska dziennikarka (ur. 1926)
- 2013:
  - Alicja Miguła, polska koszykarka (ur. 1933)
  - Józef Łukaszewicz, polski matematyk, żołnierz AK (ur. 1927)
  - Jacek Staszewski, polski historyk, wykładowca akademicki (ur. 1933)
- 2014:
  - Aleksander Lipowski, polski operator filmowy (ur. 1932)
  - John Nevins, amerykański duchowny katolicki, biskup Venice (ur. 1932)
- 2016:
  - Harald Grønningen, norweski biegacz narciarski (ur. 1934)
  - Gabriel Kembo, kongijski duchowny katolicki, biskup Matadi (ur. 1935)
  - Jiří Tichý, czeski piłkarz (ur. 1933)
- 2017:
  - Józef Golec, polski pedagog, działacz społeczny, twórca ekslibrisów, esperantysta (ur. 1935)
  - Tobe Hooper, amerykański reżyser filmowy (ur. 1943)
  - Albrecht Konecny, austriacki polityk, eurodeputowany (ur. 1942)
  - Tomasz Konina, polski reżyser teatralny i operowy, scenograf (ur. 1972)
  - Grzegorz Miecugow, polski dziennikarz telewizyjny i radiowy (ur. 1955)
  - Adam Wójcik, polski koszykarz (ur. 1970)
- 2018:
  - Thomas O’Brien, amerykański duchowny katolicki, biskup Phoenix (ur. 1935)
  - Neil Simon, amerykański dramaturg, scenarzysta filmowy (ur. 1927)
- 2019:
  - Pál Benkő, amerykański szachista pochodzenia węgierskiego (ur. 1928)
  - Colin Clark, amerykański piłkarz (ur. 1984)
- 2020:
  - Gerald Carr, amerykański pilot wojskowy, inżynier, astronauta (ur. 1932)
  - Oscar Cruz, filipiński duchowny katolicki, arcybiskup Lingayen-Dagupan (ur. 1934)
  - André-Paul Duchâteau, belgijski autor komiksów (ur. 1925)
  - Joe Ruby, amerykański animator, scenarzysta i producent filmowy i telewizyjny (ur. 1933)
- 2021:
  - Franciszek Gąsior, polski piłkarz ręczny, trener (ur. 1947)
  - Aleś Razanau, białoruski poeta (ur. 1947)
  - Władimir Szadrin, rosyjski hokeista (ur. 1948)
- 2022:
  - Brightwell Banda, zambijski trener piłkarski (ur. 1946)
  - Jože Mencinger, słoweński prawnik, ekonomista, wykładowca akademicki, polityk (ur. 1941)
  - Wanda Szajowska, polska pianistka, superstulatka (ur. 1911)
  - Slavko Večerin, serbski duchowny katolicki, biskup Suboticy (ur. 1957)
  - Hana Zagorová, czeska piosenkarka (ur. 1946)
- 2023:
  - Geraldo Majella Agnelo, brazylijski duchowny katolicki, biskup Toledo, arcybiskup metropolita São Salvador da Bahia, kardynał (ur. 1933)
  - Bob Barker, amerykański aktor, gospodarz teleturniejów telewizyjnych (ur. 1923)
  - Bertrand Marchand, francuski piłkarz, trener (ur. 1953)
  - Gleb Panfiłow, rosyjski reżyser i scenarzysta filmowy (ur. 1934)
  - Zbigniew Pawłowicz, polski chirurg, polityk, poseł na Sejm i senator RP (ur. 1943)
  - Andrzej Precigs, polski aktor (ur. 1949)
- 2024:
  - Nabil al-Arabi, egipski prawnik, dyplomata, polityk, minister spraw zagranicznych, przewodniczący Ligi Państw Arabskich (ur. 1935)
  - Dominique Bulamatari, kongijski duchowny katolicki, biskup pomocniczy Kinszasy, biskup Molegbe (ur. 1955)
  - Sven-Göran Eriksson, szwedzki piłkarz, trener (ur. 1948)
  - Sid Eudy, amerykański wrestler (ur. 1960)
  - Alexander Goehr, brytyjski kompozytor (ur. 1932)
  - Nojim Maiyegun, nigeryjski bokser (ur. 1941)